# Kapitein-ter-zee

Rangonderscheiding kapitein-ter-zee

De kapitein-ter-zee is bij de Koninklijke Marine en de Belgische zeemacht de hoogste hoofdofficier, equivalent aan de kolonel bij land- en luchtmacht.

De kapitein-ter-zee voert het bevel over grote oorlogsbodems (bijvoorbeeld een kruiser, slagschip of vliegdekschip) of een walorganisatie. Zo werd bij de Koninklijke Marine tot voor kort bij de Onderzeedienst en de Mijnendienst leiding gegeven door een kapitein-ter-zee.
Kleinere oorlogsschepen, zoals jagers en fregatten, worden door een kapitein-luitenant-ter-zee (Nederland) of fregatkapitein (België) gecommandeerd. Tot voor kort volgde de Koninklijke Marine ook de praktijk dat vlaggenschepen, zoals de voormalige geleide-wapenfregatten een kapitein-ter-zee als commandant hadden. Thans hebben de opvolgers, de fregatten van de De Zeven Provinciënklasse een kapitein-luitenant-ter-zee als commandant.